# Milán AC 1998/1999
Soupiska AC Milán v ročníku 1998/1999 uvádí přehled hráčů fotbalového mužstva pod tehdejším názvem Milán AC a statistické údaje o nich v sezóně 1998/1999.

## Soupiska a statistiky
| Číslo dresu    | Jméno                   | Narozen      | Stát              | Liga z/g | Pohár z/g | – z/g | – z/g | Celkem |
| -------------- | ----------------------- | ------------ | ----------------- | -------- | --------- | ----- | ----- | ------ |
| Brankaři       |                         |              |                   |          |           |       |       |        |
| 12             | Christian Abbiati       | 8. 7. 1977   | Itálie            | 18/15    | 0/0       | –     | –     | 18/15  |
| 1              | Sebastiano Rossi        | 20. 7. 1964  | Itálie            | 13/14    | 3/5       | –     | –     | 16/19  |
| 16             | Jens Lehmann            | 10. 11. 1969 | Německo           | 05/5     | 1/1       | –     | –     | 06/6   |
| Obránci        |                         |              |                   |          |           |       |       |        |
| 3              | Paolo Maldini           | 26. 6. 1968  | Itálie            | 31/1     | 2/0       | –     | –     | 33/1   |
| 5              | Alessandro Costacurta   | 24. 4. 1966  | Itálie            | 29/0     | 3/0       | –     | –     | 32/0   |
| 2              | Thomas Helveg           | 24. 6. 1971  | Dánsko            | 27/0     | 4/1       | –     | –     | 31/1   |
| 25             | Bruno N'Gotty           | 10. 6. 1971  | Francie           | 25/1     | 4/0       | –     | –     | 29/1   |
| 26             | Luigi Sala              | 21. 2. 1974  | Itálie            | 24/0     | 1/0       | –     | –     | 25/0   |
| 17             | Christian Ziege         | 1. 2. 1972   | Německo           | 17/2     | 3/0       | –     | –     | 20/2   |
| 14             | Roberto Ayala           | 14. 4. 1973  | Argentina         | 11/0     | 2/0       | –     | –     | 13/0   |
| 27             | Francesco Coco          | 8. 1. 1977   | Itálie            | 06/0     | 0/0       | –     | –     | 06/0   |
| 15             | André Cruz              | 20. 9. 1964  | Brazílie          | 02/0     | 1/0       | –     | –     | 03/0   |
| Záložníci      |                         |              |                   |          |           |       |       |        |
| 4              | Demetrio Albertini      | 23. 8. 1971  | Itálie            | 29/2     | 3/0       | –     | –     | 32/2   |
| 10             | Zvonimir Boban          | 8. 10. 1968  | Chorvatsko        | 27/2     | 4/0       | –     | –     | 31/2   |
| 23             | Massimo Ambrosini       | 29. 5. 1977  | Itálie            | 26/1     | 3/0       | –     | –     | 29/1   |
| 24             | Andrés Guglielminpietro | 14. 4. 1974  | Argentina         | 21/4     | 2/0       | –     | –     | 23/4   |
| 7              | Ibrahim Ba              | 12. 11. 1973 | Francie · Senegal | 15/0     | 3/0       | –     | –     | 18/0   |
| 30             | Domenico Morfeo         | 16. 1. 1976  | Itálie            | 11/0     | 2/0       | –     | –     | 13/0   |
| 8              | Roberto Donadoni        | 9. 9. 1963   | Itálie            | 09/0     | 1/0       | –     | –     | 10/0   |
| 21             | Federico Giunti         | 6. 8. 1971   | Itálie            | 06/0     | 0/0       | –     | –     | 06/0   |
| 13             | Giampiero Maini         | 29. 9. 1971  | Itálie            | 01/0     | 0/1       | –     | –     | 01/0   |
| Útočníci       |                         |              |                   |          |           |       |       |        |
| 20             | Oliver Bierhoff         | 1. 5. 1968   | Německo           | 34/19    | 3/2       | –     | –     | 37/21  |
| 9              | George Weah             | 1. 10. 1966  | Libérie           | 26/8     | 4/1       | –     | –     | 30/9   |
| 18             | Leonardo                | 5. 9. 1969   | Brazílie          | 27/12    | 2/0       | –     | –     | 29/12  |
| 11             | Maurizio Ganz           | 13. 10. 1968 | Itálie            | 20/4     | 4/1       | –     | –     | 24/5   |
| 33             | Mohammed Aliyu Datti    | 14. 3. 1982  | Nigérie           | 01/0     | 0/0       | –     | –     | 01/0   |
| Realizační tým |                         |              |                   |          |           |       |       |        |
| Trenér         | Alberto Zaccheroni      | 1. 4. 1953   | Itálie            | 34/0     | 4/0       | –     | –     | 38/0   |
| As. trenéra    | Stephen Agresti         | 3. 12. 1956  | Itálie            | 34/0     | 4/0       | –     | –     | 38/0   |

- - poznámka : brankaři mají góly obdržené!!!

Během sezóny odešli
Andre Cruz – Standard Lutych
Jens Lehmann – Borussia Dortmund
Giampiero Maini – FC Bologna
Během sezóny přišli
Domenico Morfeo – AC Fiorentina
Federico Giunti – AC Parma